# Београдски центар за безбедносну политику
Београдски центар за безбедносну политику (БЦБП) је истраживачки центар основан 1997. године. БЦБП спроводи истраживања, заговара јавне политике и бави се едукацијама у областима одбране и безбедности, функционисања демократије и владавине права, европских интеграција, спољне политике и геополитичких процеса, друштвеног активизма и људских права. Циљ БЦБП је да истражи суштинске друштвено-политичке процесе у Србији и региону и понуди решења за њихово унапређење.
Од 2012. године налази се на ранг листи независних истраживачких центара као најбоље оцењени think tank Западног Балкана у области одбране и националне безбедности, као и у области спољне политике и међународних односа.
Direktor BCBP-a je Igor Bandović. BCBP tim broji 21 zaposlenog. 

## Мисија
Београдски центар за безбедносну политику (БЦБП) је независни истраживачки центар који доприноси унапређењу безбедности грађана у складу са демократским принципима и поштовањем људских права кроз истраживање, јавно заступање, развој заједнице и образовање.

## Визија
Демократско друштво одговорних институција у коме је безбедност јавно добро, а људи слободни, равноправни и без страха.

## Стратешки циљеви
Стратешки циљеви Београдског центра за безбедносну политику су:
1. Пружање информација, мишљења и савета заснованих на доказима, у циљу јачања европске безбедносне архитектуре, демократског управљања сектором безбедности и спољне политике која се заснива на основним вредностима и принципима Eвропске уније,
2. Подршка развоју oрганизација цивилног друштва и покретачима промена у циљу стварања окружења за транспарентније и одговорније функционисање државних институција,
3. Израда анализа[3] на теме из области безбедности[4], владавине права, спољне и безбедносну политике Србије за домаће и међународне доносиоце одлука, новинаре, студенте и заинтересовану јавност,
4. Образовање демократских лидера у областима безбедности, људских права, спољне политике и подршка њиховом ангажовању у спољној, одбрамбеној и безбедносној заједници Европске уније,
5. Пружање подршке активистима за људска права, борцима за слободу и узбуњивачима како би подстакли њихову мисију и повећали демократске капацитете читавог друштва.

## Развој Београдског центра за безбедносну политику
Београдски центар за безбедносну политику је основан 22. јула 1997. године под именом Центар за цивилно-војне односе (ЦЦВО), са мисијом да промовише демократизацију сектора безбедности у Србији. Након демократских промена (2000), фокус рада организације се померио како би обухватио шире разумевање безбедности. У складу са тим, ЦЦВО је 2010. године променио име у Београдски центар за безбедносну политику. 
БЦБП је применом иновативне методологије оцењивао успех реформе сектора безбедности у Србији, спроводио специјализована истраживања јавног мњења у областима спољне и безбедносне политике, спроводио дубинска истраживања приватног сектора безбедности и први упозорио на заробљавање државе у Србији и документовао улогу сектора безбедности у том процесу. БЦБП је истакао значајна питања са којима се Србија годинама суочава, као што су екстремизам, насиље и организовани криминал и упозоравао је на лоше управљање пандемијом COVID-19 и поступање институција током вандредног стања.
Проширењем делокруга рада и мреже партнера, БЦБП је почео интензивније да се бави регионалним политикама и отворио је нове теме, попут спољне политике и сајбер безбедности. БЦБП је 2022. године основао Међународни саветодавни одбор, који се састоји од 18 међународно признатих стручњака за међународне односе, одбрану, безбедност и владавину права. Циљ Одбора је да нуди идеје и тражи одговоре на растуће изазове са којима се суочава Западни Балкан и пружи квалитетне предлоге за алтернативне јавне политике.
БЦБП организује Београдску безбедносну конференцију (БСЦ). БСЦ је наставак Београдског безбедносног форума – конференције о спољној политици и безбедности коју је БЦБП коорганизовао од 2011. до 2021. године.
БЦБП је координатор Радне групе за Поглавље 24 Националног конвента о Европској унији. БЦБП координира рад коалиције прЕУговор која надгледа спровођење политика из области правосуђа и основних права (Поглавље 23) и правде, слободе и безбедности (Поглавље 24) и предлаже мере за унапређење стања. 
БЦБП је покретач и ко-издавач часописа Journal of Regional Security. 
БЦБП је у априлу 2020. године основао Цивилни одбор за заштиту бранитеља људских права и узбуњивача, као вид подршке онима активистима и узбуњивачима који позивају на одговорност институције и функционере, а трпе одређене притиске и последице.

## Изградња заједнице и образовање
БЦБП је 2006. године формирао Београдску школу за студије безбедности, која је окупљала младе истраживаче заинтересоване за безбедност. Ширење истраживачке заједнице у области безбедности настављено је кроз програм стажирања за стране и домаће студенте и истраживаче, који је покренут 2007. године. Преко 200 домаћих и око 30 страних стажиста и стажисткиња стекло је знања из области безбедности и спољне политике и практичне вештине потребне за рад у независним истраживачким центрима.
Од оснивања, БЦБП је био члан преко 20 коалиција и иницијатива на националном и међународном нивоу и сарађивао са преко 60 партнерских организација у Србији, Европи и свету. 

## Финансирање
БЦБП се финансира пројектно. Организација се у свом раду придржава принципа транспарентности и одговорности и на сајту организације објављује финансијске извештаје, списак пројеката и донатора.